# غوردون إس. هولدر
غوردون إس. هولدر (بالإنجليزية: Gordon S. Holder)‏ هو ضابط أمريكي، ولد في 21 يوليو 1946.